# Yakirra foliolosa
Yakirra foliolosa är en gräsart som först beskrevs av Joseph Dalton Hooker, och fick sitt nu gällande namn av Clayton. Yakirra foliolosa ingår i släktet Yakirra och familjen gräs. Inga underarter finns listade i Catalogue of Life.